# Catada
Catada is een geslacht van vlinders van de familie spinneruilen (Erebidae).

## Soorten
- C. alboplagiata Bethune-Baker, 1906
- C. aprepia Hampson
- C. canaliferalis Moore, 1877
- C. charalis Swinhoe, 1900
- C. dahlioides Rothschild, 1915
- C. dinawa Bethune-Baker, 1906
- C. dolichognatha Hampson
- C. fuliginosa Rothschild, 1916
- C. icelomorpha Bethune-Baker, 1911
- C. leuconema Hampson
- C. mediobrunnea Holloway, 1976
- C. ndalla Bethune-Baker, 1911
- C. nebrida Hampson
- C. obscura de Joannis, 1906
- C. odontophora Hampson
- C. odontosema Hampson
- C. orthogramma Hampson
- C. pectioncera Hampson
- C. phaeopasta Hampson, 1909

- C. philemonalis Walker, 1858
- C. phrycozona Turner, 1902
- C. polysticta Hampson
- C. pyralistis Strand, 1919
- C. rex Bethune-Baker, 1911
- C. rubricaea Schultze, 1907
- C. rufula Hampson
- C. sanguinea Bethune-Baker, 1908
- C. transversalis Moore, 1877
- C. trichocolpa Hampson
- C. undilinea Hampson
- C. vagalis Walker, 1858